# A.N.I.M.A.L. (álbum)
Acosados Nuestros Indios Murieron Al Luchar es el álbum debut de la banda argentina de thrash metal del mismo nombre. Fue grabado en 1993 en la ciudad de Buenos Aires, Argentina.
Fue grabado y mezclado por Mario Altamirano en el estudio: "El zoologico" Durante el mes de febrero de 1993. Masterizado en los estudios: "moebio".
Este disco se caracteriza por su sonido típico del thrash metal.

## Intérpretes
- Andrés Giménez: Guitarra y voz.
- Marcelo Corvalán: Bajo y coros.
- Aníbal Alo: Batería.

## Lista de canciones
| N.º   | Título                        | Duración |  |
| 1.    | «No Despertaremos»            | 4:29     |  |
| 2.    | «Criminales de Raíces»        | 3:33     |  |
| 3.    | «Paz Artificial»              | 4:31     |  |
| 4.    | «Esclavo de Ilusión»          | 6:10     |  |
| 5.    | «Dueña de la Sombra»          | 3:29     |  |
| 6.    | «Sentimientos Primitivos»     | 3:04     |  |
| 7.    | «Juega con Tu Suerte»         | 4:34     |  |
| 8.    | «Preso del Olvido»            | 3:53     |  |
| 9.    | «Cruel Adicción»              | 2:30     |  |
| 10.   | «Cerebro Incendiado»          | 4:02     |  |
| 11.   | «Mal Camino»                  | 3:26     |  |
| 12.   | «Desde la Trinchera»          | 3:25     |  |
| 13.   | «Hijos del Sol (Bonus track)» | 4:08     |  |
| 14.   | «Mi Barrio (Bonus track)»     | 3:44     |  |
| 52:58 |                               |          |  |